# Sportswashing
Sportswashing (lit. lavagem esportiva) é um termo que denomina a prática de indivíduos, grupos, corporações, ou governos, de usar esportes para melhorar reputações desgastadas por ações erradas. Pode ser realizada através da organização de eventos esportivos, da compra ou patrocínio de times, ou da participação em um esporte. Internacionalmente, acredita-se que o sportswashing é usado para desviar atenção de déficits em direitos humanos e escândalos de corrupção. No nível individual e corporativo, serve para cobrir ações condenaveis, crimes, e escândalos.

## Definição
Internacionalmente, sportswashing tem sido descrito como parte do soft power de um país. A organização da Copa do Mundo de 2018 na Rússia tem sido descrito como um exemplo, dado que a reputação do país estava baixa devido a sua política internacional, e o evento teve por efeito mudar o foco da discussão para o sucesso da competição.
Sportswashing é considerada uma forma potencialmente cara de propaganda. Por exemplo, em março de 2021, a organização de direitos humanos Grant Liberty afirmou que a Arábia Saudita gastou US$ 1,5 bilhões na prática.